# Klein Miksa (szobrász)
Klein Miksa [Német szobrászként neve: Max Klein] (Gönc, 1847. január 27. – Berlin, 1908. szeptember 6.) szobrász, éremművész.

## Életútja
Apja az Abaúj vármegyei Göncön népiskolai tanító volt, de korán elhunyt, s ekkor Miksa még 12 éves volt. A félárvát, hogy mihamarabb kereső foglalkozása legyen, előbb egy fűszerkereskedésbe adták Kassára, majd egy miskolci órásmesterhez került tanulónak. Itt dolgozott öt évig. Az órás szakmát oly kitűnően elsajátította, hogy búcsúzóul mestere kijelentette:  „S ha mint szobrász király is leend magából, mint órás pápa lenne!” Megtakarított pénzén, sok nélkülözés után Pesten Szandház Ferenc és testvére, Szandház Károly épületszobrászok közös vállalkozásában állt alkalmazásba, részint Szandház Károly tanítványaként, és elsajátította a szobrászati technikát, majd 1865-től a Berlini Porosz Művészeti Akadémián kezdte meg tanulmányait, de megélhetési gondjai miatt előbb Drezdába (más forrás szerint Boroszlóba), s innen Bécsbe távozott. Később rövid ideig Münchenben élt (ruhabábok faragásával tartotta fenn magát), és 1869-ben Rómába is eljutott, ahol (későbbi visszaemlékezése szerint) három hónapot töltött el, csatlakozott a Német Művészek Szövetségéhez, amelynek 1870-ig volt tagja. Majd budapesti rövid tartózkodás után 1874-ben tért vissza Berlinbe, ahol rövid ideig a Berlini Művészeti Akadémián, Carl Steffeck festő műtermében dolgozott. Később délelőttönként építőmesterek megrendeléseire készített munkákat, délután a maga művészetének élt. 1877-ben állított ki először egy szökőkúthoz készült gipszszobrot a berlini akadémia az évi képzőművészeti kiállításán, de átütő sikert 1878-ban (másutt 1879-ben) ért el,  mindvégig talán legjellemzőbb munkájával, az oroszlánnal élet-halálharcot vívó erőteljes Germán rabszolgával, amely egy csapásra híressé tette. Ettől kezdve elismert és keresett szobrásszá vált a német művészvilágban. 
1886-ban vette fel a német állampolgárságot, hogy pályázatokban és megbízásokban részt vehessen. Ugyanebben az évben vette feleségül Dohm Évát, a „Kladderadatsch” szatirikus-politikus magazin főszerkesztőjének, Ernst Dohmnak és Hedwig Dohm írónőnek a legfiatalabb lányát. Berlin villanegyedében, Grunewaldban épített magának fényűző házat. Egyetlen gyermeke, az 1886-ban született Mira leánya 1909 és 1923 között Kurt Koffka pszichológus felesége volt. 
1901-ben Max Klein porosz címzetes professzori kinevezést kapott.
Amint a Magyar zsidó lexikon szócikkében Fónagy Béla (1875–) fogalmaz: „Élete úgyszólván teljesen külföldön, főleg Berlinben és így a magyar szobrászatra befolyás nélkül folyt le”.
1900-ban a Képzőművészeti Társulat „vendégjogon” helyet adott 17 szobrának a Műcsarnok tavaszi kiállításán, melyek a szoborcsarnokot csaknem teljesen betöltötték, de mint a „berlini új-barokk szobrászat neves képviselőjét”,  nem fogadták osztatlan lelkesedéssel, pedig a kiállítás előtt nála járó újságírónak kifejtette, hogy szívesen hazatelepülne: „Egész életemben az volt leghőbb vágyam, hogy Budapesten lakhassam. Mennyivel szívesebben csináltam volna Petőfi és Kossuth-szobrokat, mint ezeket a Bismarckokat és Vilmosokat... Vén se vagyok még, bár ősz a hajam és talán meghallgatja a Mindenható imáimat, hogy főművem Budapesten álljon ...”
Művei között kiemelkedik a Hágár és Izmáel című alkotása. Monumentális szobrai: I. Vilmos császár lovasszobra; Bismarck szobra Grunewaldban; Edwin Freiherr von Manteuffel tábornok és August von Werder tábornok szobrai a berlini Zeughausban. A berlini Bismarck szoborpályázaton Reinhold Begas mellett, aki a kivitelt kapta, második díjat nyert. 1899-ben készítette el Loreley című márványszobrát. Az 1900. évi berlini művészeti kiállításon szerepelt nagy méretű, a megvakult és leláncolt Sámsont ábrázoló szobra. Köztéri utolsó művét, a Theodor Fontane író tiszteletére elkezdett emlékművét halála után Fritz Schaper fejezte be, és leleplezésére két évvel később került sor a berlini állatkert szélén.
Igen keresett arcképszobrász is volt. Leghíresebb arcképszobrai: Hermann Ludwig von Helmholtz; Popper Dávid csellóművész; Friedrich Nietzsche, Theodor Fontane író, Fritz Mauthner filozófus, James Israel orvos, Stefan George költő stb.
„Műhelyéből egész sor szobor és dombormű került a porosz főváros tereire, hídjaira, palotahomlokzataira. S a szalonokba is, mert Kleint mint képmásszobrászt is becsülték” — írta róla szóló nekrológjában Lyka Károly.
Mint éremművész portrékat és medálokat készített Friedrich Haase színészről, Hindenburgról, August von Mackensenről. Arthur Hartmann (1881–1956) magyar szülőktől származó, amerikai hegedűművészről készült, 40 cm átmérőjű medál formájú gipsz-szobrát őrzi a Metropolitan Művészeti Múzeum.

## Képgaléria

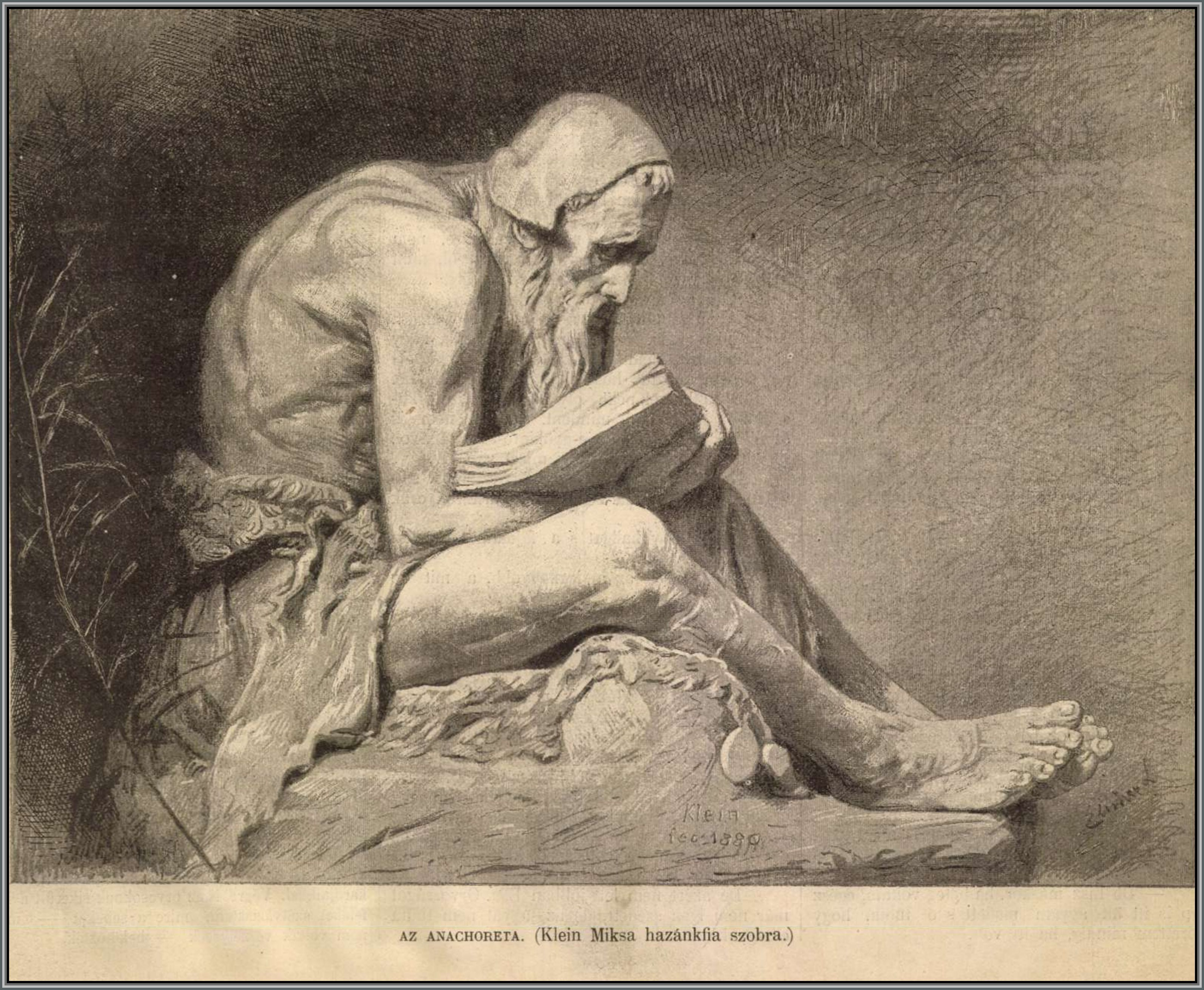
Az anakhóréta, 1880
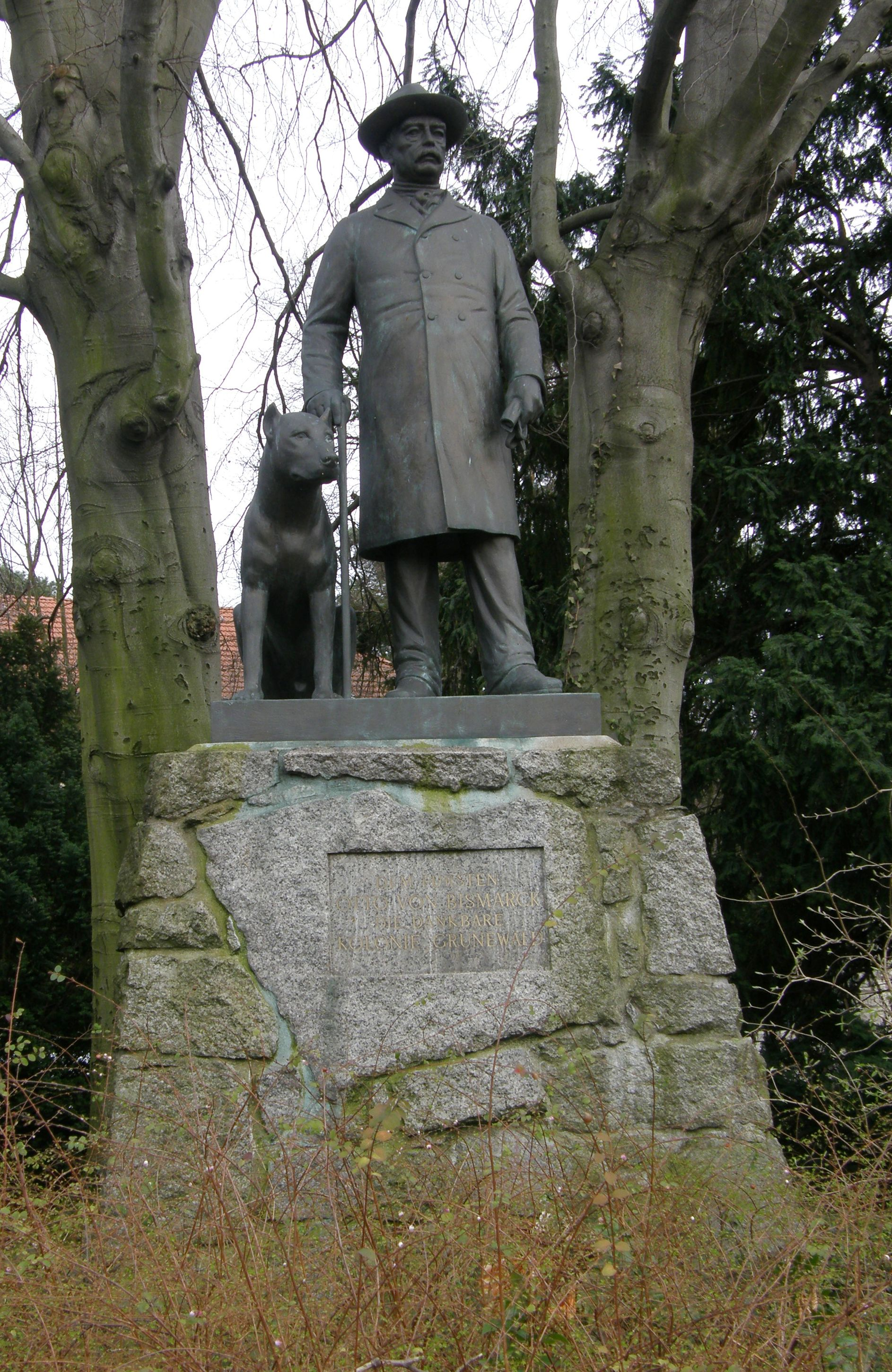
Bismarck szobra Tyras kutyájával, Berlin-Grunewald, 1897
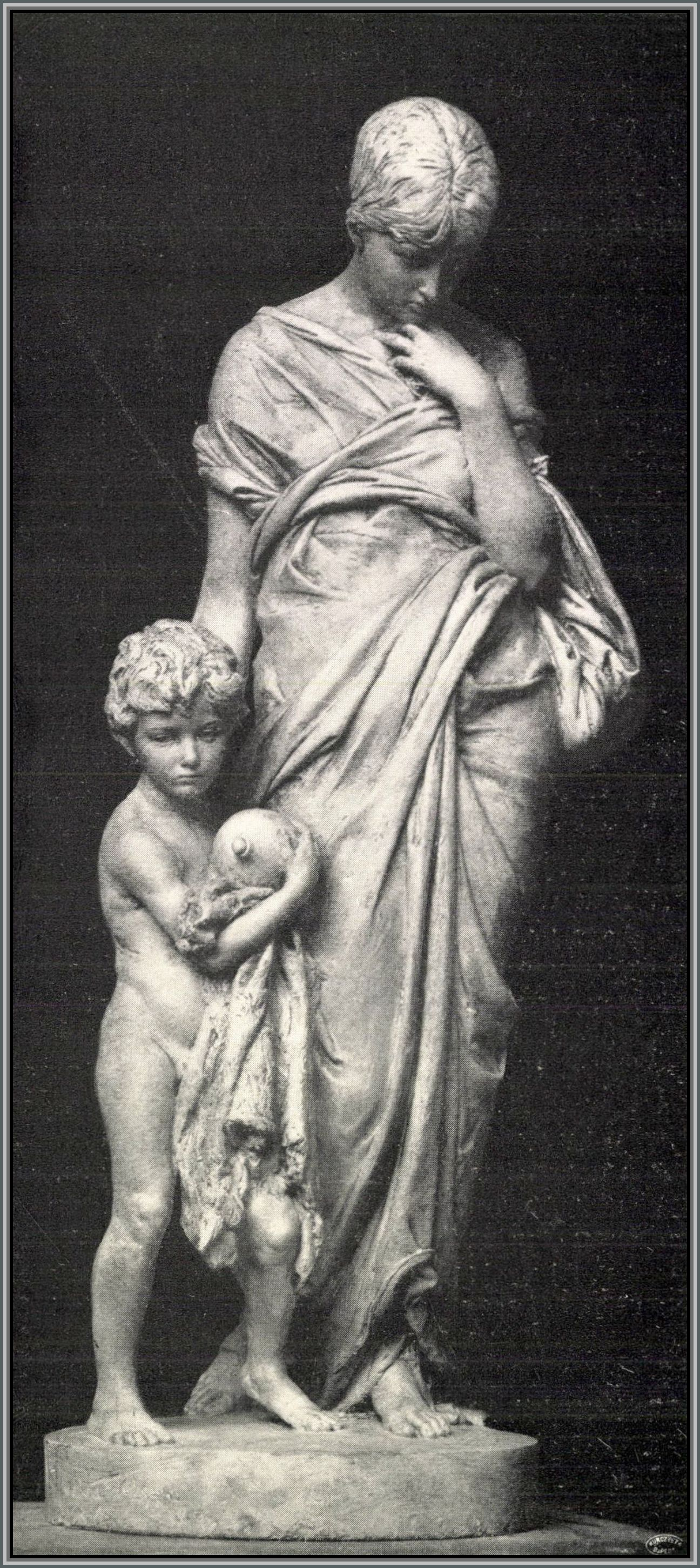
Hágár és Izmáel szobra
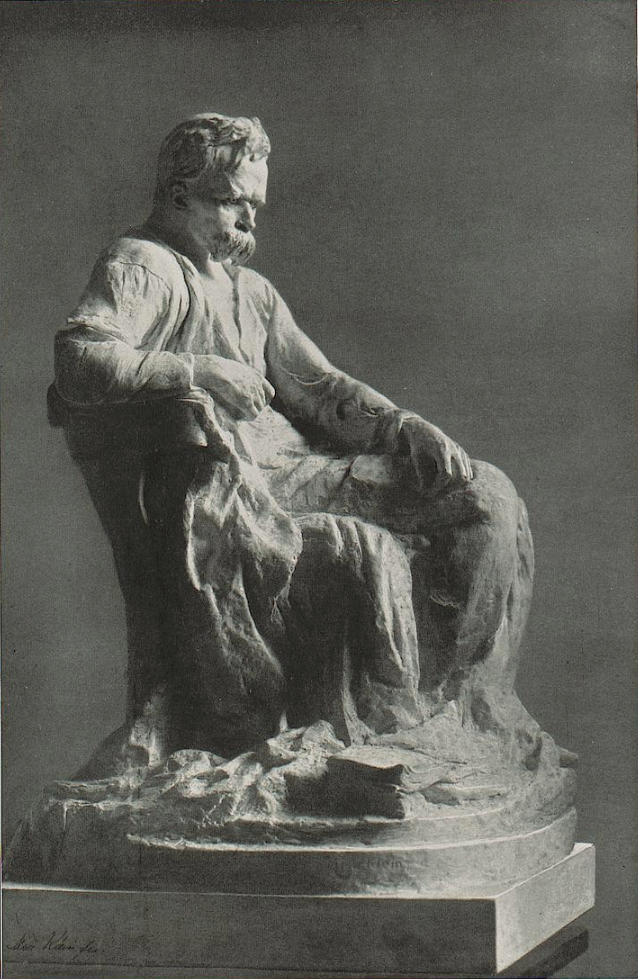
Friedrich Nietzsche szobra
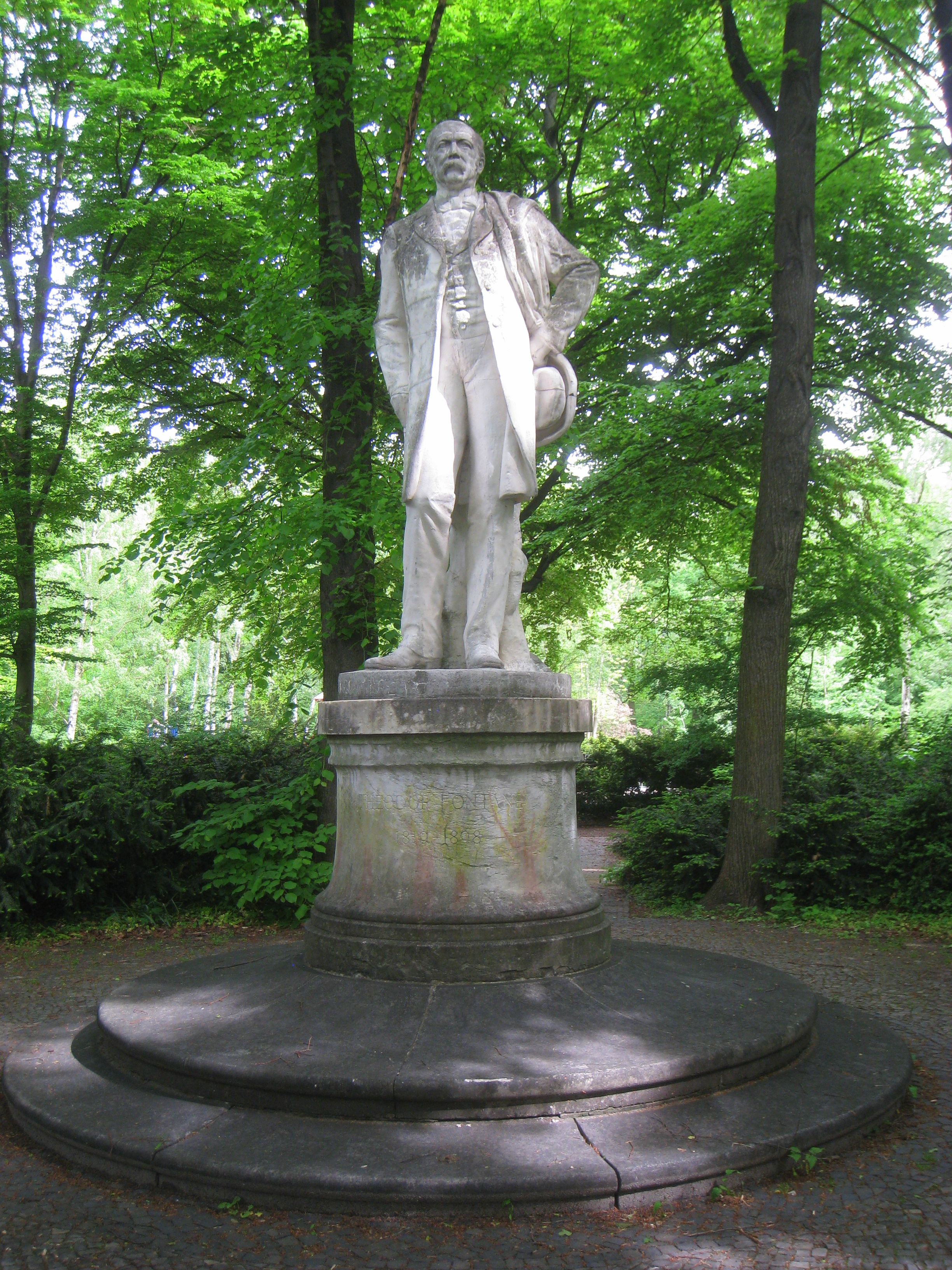
Theodor Fontane szobra
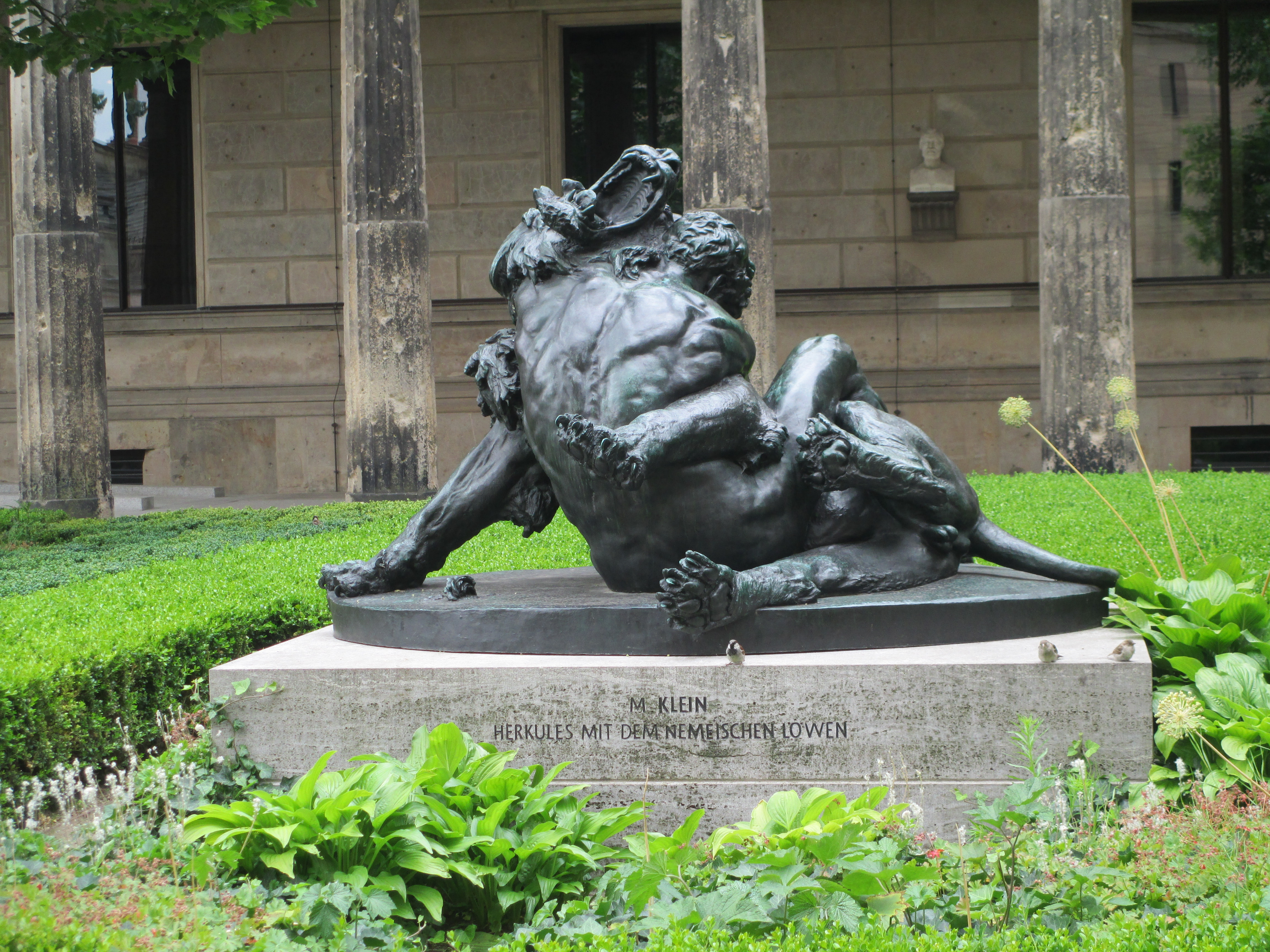
Herkules a némeai oroszlánnal Másik címe: Oroszlánnal küzdő (germán) rabszolga, 1878/79.
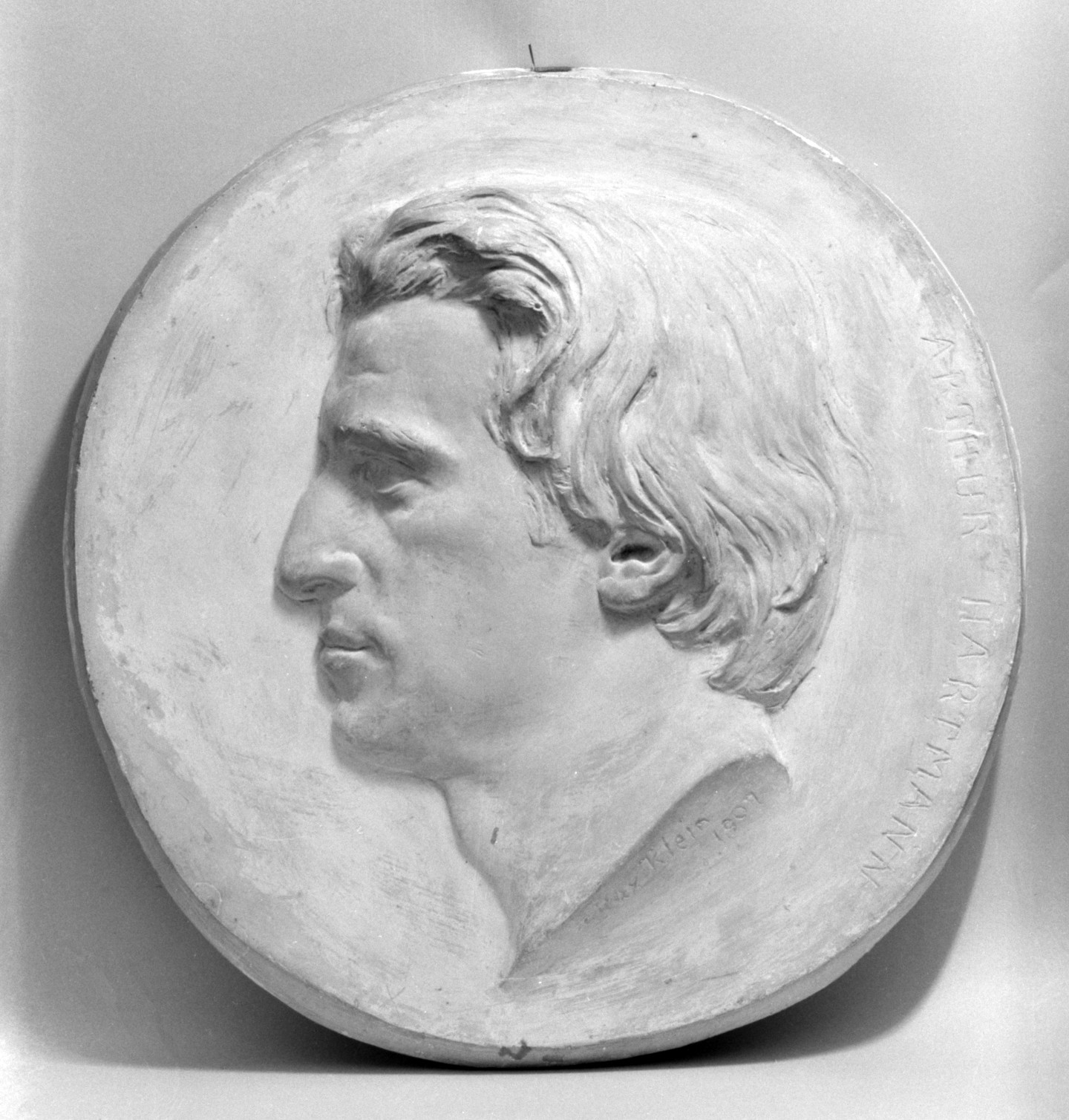
Arthur Hartmann hegedűművészről készült medál formájú plakettje, 1907

## Fordítás
- Ez a szócikk részben vagy egészben  a   Max Klein (Bildhauer) című német Wikipédia-szócikk ezen változatának fordításán alapul.  Az eredeti cikk szerkesztőit annak laptörténete sorolja fel. Ez a jelzés csupán a megfogalmazás eredetét és a szerzői jogokat jelzi, nem szolgál a cikkben szereplő információk forrásmegjelöléseként.